# Салтыков, Борис Михайлович (ум. 1646)
Бори́с Миха́йлович Салтыко́в (ум. 1646) — двоюродный брат царя Михаила Фёдоровича, имевший огромное влияние на него до возвращения из плена патриарха Филарета. Дворянин московский и воевода, затем боярин.
Представитель боярского рода Салтыковых. Старший из двух сыновей окольничего и воеводы Михаила Михайловича Салтыкова (ум. 1608) от брака с сестрой Ксении Шестовой. Младший брат — воевода и боярин Михаил Михайлович Салтыков (ум. 1671).

## Биография
После венчания на царство Михаила Фёдоровича Романова (11 июля 1613 года) Борис Михайлович Салтыков как его близкий родственник занял высокое положение при дворе и был назначен руководителем приказа Большого дворца.
В том же 1613 году, «декабря в 6 день на праздник чюдотворца Николы государь…Михайло Федорович… пожаловал боярством…Бориса Михайловича Салтыкова… А Борису…указал государь сказывать боярство боярина князю Дмитрию Михайловичю Пожарскому… А боярин князь…Пожарский бил челом государю, что ему боярства Борису… сказывать и меньши его быть невместно… И государь… князю Дмитрею говорил, чтоб он боярство… Салтыкову сказывал, а по тем случаем Бориса…ему, князю Дмитрею менши быть мочно. И князь Дмитрей государева указа не послушал, боярства Борису…не сказывал и съехал к себе на подворье. И государь царь…говоря з бояры, велел князя Дмитрея Пожарского… Салтыкову выдать головою. А боярство велел сказать Борису… думному дьяку Сыдавному Васильеву. И по государеву указу боярин князь Дмитрей Пожарский боярину… Салтыкову головою выдан».
В 1614 году швед Делагарди со слов пленных московских дворян записал: "Хотя бояре и думские советники сохраняют своё прежнее звание и ежедневно заседают в Думе, но они ничего не должны делать, обсуждать или решать, на что не согласен Борис Салтыков, сын одноглазого Михаила Салтыкова, не дяде великого князя Ивану Никитичу Романову, но этому вышеупомянутому Борису Салтыкову принадлежат высшие совет и власть, не по званию, но потому, что он родственник старой монахине, матери теперешнего великого князя и она ему представляет это".
Благодаря своему родству с матерью царя Михаила Фёдоровича, Борис Михайлович Салтыков пользовался при царском дворе большим влиянием. Однако после возвращения в 1619 году из польского плена патриарха Филарета Романова и после обнаружения в 1623 году клеветы Салтыковых на Хлоповых — братья попали в царскую опалу, были лишены всех придворных чинов и вместе с семьями высланы из столицы в свои дальние поместья. Борис и Михаил Михайловичи Салтыковы провели в ссылке десять лет.
В 1633 году после смерти патриарха Филарета братья Борис и Михаил Михайловичи Салтыковы были возвращены царем Михаилом Фёдоровичем из ссылки в Москву. Борис получил назад боярство, а его младший брат Михаил — окольничество.
В 1638 году «майя в день государь…указал в приход крымских людей готовым быти за Москвою рекою за земляным валом по Колужской дороге… Боярин Борис Михайлович Салтыков стоял с повороту Колужские дороги до Котла, а полчаня ево стояли по полю по обе стороны дороги».
В 1646 году боярин Борис Михайлович Салтыков скончался, не оставив после себя потомства.